# تشاؤم

أرتور شوبنهاور معروف بفلسفته التشاؤمية، ويزعم أن ما يراه بالحياة ما هو إلا شر مطلق

التشاؤم هو سلوك عقليّ يتوقعُ نتيجةً مَرْغُوبًا عَنها لموقفٍ معيّن، ويميلُ المتشائمون بشكلٍ عامّ إلى التركيز على سلبيّات الحياة بدل الإيجابيات. وهناك سؤال شائع يُطرح عند اختبار التشاؤم هو «هل نصف الكوب فارغ أم ممتلئ»؟ يُقالُ- في هذه الحالة- أنّ المتشائم يرى النّصفَ الفارغ من الكوب، بينما يرى المتفائلُ النصف الممتلئ منها.
الفلسفة التشاؤميّة هي الفكرةُ التي تنظرُ إلى العالمِ بأسلوبٍ يتّسمُ بمناهضةٍ صارمة للتّفاؤل. هذا الشكل من التشاؤم ليس تصرّفًا عاطفيًّا كما يوحي المصطلحُ عادةً، بل هو فلسفة أو نظرة عالميّة تتحدى مباشرةً فكرةَ التقدم، وما يمكن اعتباره مزاعم التفاؤل القائمة على الإيمان، فغالباً ما يكون المتشائمون الفلسفيون من العدميين الوجوديين الذين يؤمنون أَنْ ليس للحياةِ أيّ معنىً أو قيمةٍ جوهرية. ومع ذلك، فإن استجاباتهم لهذا المفاهيم التي يقتنعون بها متنوعةٌ على نطاقٍ واسع وغالبًا ما تكونُ مؤكدة على الحياة. وكان للنّزعةِ التشاؤميّة آثارٌ على جميع مجالات التفكير الرئيسية على مرِّ التاريخ.

## التشاؤم الفلسفي
التشاؤم الفلسفي ليس حالة ذهنيّة أو تصرّف نفسيّ، بل هو نظرة عالميّة أو أخلاقيّات تسعى إلى مواجهة الحقائق المأساويّة في العالم وإزالة الآمال والتوقعات غير العقلانية (مثل فكرة التقدم والإيمان بالدين). ممّا قد يؤدّي إلى نتائجَ غير مرغوب بها. يمكن رؤية الأفكار التي تسبق التشاؤم الفلسفي في النصوص القديمة مثل «حوار التشاؤم» و «سفر الجامعة» (الذي يؤكد أن كل شيء هو عبارة عن «زفير فارغ»، أو «وهم» أو «أنفاس» حرفيّاً، ولكنّه قد يعني أيضًا أنّه «لا معنى له» و «سخيف»).
في الفلسفة الغربية، لا تشكّل الفلسفة التشاؤميّة حركةً واحدةً متماسكة، بل هي مجموعةٌ من المفكرينَ المترابطين يحملونَ أفكاراً متماثلة. في كتابه «التشاؤم: الفلسفة، الأخلاق، الروح»، يشرح (جوشوا فو دينستاج) (Joshua Foa Dienstag) الافتراضات الرئيسية التي يتشاركها معظمُ المتشائمين الفلسفيين كـ «الوقت هو عبارة عن عبء، ومسار التاريخ مثيرٌ للسخرية إلى حدٍّ ما، وأنّ الحرّيّة والسعادة غير متوافقتين؛ وأنّ الوجود البشريّ سخيف.»
يرى المتشائمون الفلسفيّون أنّ الوعي الذاتي للإنسان مرتبط بوعي الوقت، وأنّ هذا يؤدّي إلى معاناة أكبر من مجرد الألم الجسدي. في حينِ أنّ العديدَ منَ الكائناتِ الحيّة تعيش فقط في الوقت الحاضر، بينما يمكن للإنسان وبعض أنواع الحيوانات التفكير في الماضي والمستقبل، وهذا فرق مهم، فلدى البشر معرفة مسبقة بمصيرِهِم النهائيّ وهذا «الإرهاب» موجودٌ في كلّ لحظة من حياتنا كتذكير بالطبيعة غير الدائمة للحياة وعدم قدرتنا على التحكّم في هذا التغيير.
تميل نظرة الفلسفة المتشائمة لتأثير التقدّم التاريخي إلى أن تكون سلبيّة أكثر من كونها الإيجابية. لا ينكر المتشائمُ الفلسفيّ أنّ بعضَ المجالاتِ كالعلوم يمكنها «التقدّم»، لكنّهم ينكرون أنّ هذا التقدّم أدّى إلى تحسّنٍ شاملٍ في وضعِ البشريّة، وبهذا المعنى يمكن القول أنّ المتشائم ينظر إلى التاريخ على أنّه مثير للسخرية، ففي الوقت الذي يبدو فيه التاريخ أنّه يتّجه للأفضل فهو في الحقيقة لا يتحسن على الإطلاق، أو ربّما يزداد سوءًا. وهذا الموقف مُلاحظ بشكل واضح جدّاً في نقد روسو لتنوير المجتمع المدني وتفضيله للإنسان في الحالة البدائية والطبيعية، فبالنّسبة لروسو، «لقد أصبحت أرواحنا فاسدة إلى الحدّ الذي تقدمت فيه علومنا وفنوننا نحو الكمال».
التشاؤمية تنظر للحالة الإنسانية على أنها «سخيفة». وترى أنّه من العبث عدم وجود تطابق وجودي بين رغبتنا في المعنى والوصول له من جهة وعدم قدرتنا على ذلك أو الحفاظ عليه في حياتنا من جهة أخرى، أو كما يقولها كامو: «الطلاق يكون بين الإنسان وحياته والممثل ووضعه». يمكن أن نُرجع فكرة أنّ التفكير العقلاني يؤدي إلى ازدهار الإنسان إلى (سقراط) وهو مصدر معظم أشكال الفلسفات الغربية المتفائلة. والتشاؤم يقلب الفكرة رأساً على عقب ويخطّئُ حريّة الإنسان في التفكير بالمعنى باعتبارها سمةً تُخالِفُ الإنسانيّةَ في عالَمِنا ويرى أنّها جذور التعاسة البشرية.
وتتنوع الردود من قبل المتشائمين حول مأزق الإنسان في هذه الحالة من الضياع، فبعض الفلاسفة مثل (شوبنهاور) (Schopenhauer) و (مايندلاندر) (Mainländer)، يوصون بنوع من الاستقالة ونكران الذات (التي رأوها مثالاً في الديانات الهندية والرهبنة المسيحية). فيميل بعض الأتباع إلى الاعتقاد بأنّ «توقع الأسوأ يؤدي إلى الأفضل». حتّى أنّ (رينيه ديكارت) كان يعتقد أنّ الحياة تكون أفضل إذا أُزِيلَتْ منها ردودُ الفعلِ العاطفيّة للأحداث «السلبية». أكد (كارل روبرت إدوارد فون هارتمان) (Karl Robert Eduard von Hartmann) أنّه ومع التقدم الثقافي والتكنولوجي، فإنّ العالمَ وسكانَه سيصلون إلى دولةٍ يحتضنون فيها العَدَمَ طوعاً. بينما يستجيب آخرون مثل (نيتشه)، و (ليوباردي)، و (جوليوس باهنسن)، و (كامو) برؤيةٍ أكثرَ واقعيّة، رؤية سمّاها نيتشه «التشاؤم الديونيزي»، وهو احتضانٌ للحياة كما هي في كل تغييراتها المستمرة ومعاناتها، دون مناشدة للتقدّم أو المتعة. أشار (ألبير كامّو) إلى أنّ الاستجابات الشائعة لسخافَةِ الحياة غالبًا ما تكون عبر: الانتحار، أو قفزة في الإيمان (وفقًا لفكر إيمان كيركيجارد)، أو اعتراف وتمرد. رفض (كامّو) جميع الخيارات باستثناء الخيار الأخير واعتبرها ردود غير مقبولة وغير صحيحة.
غالبًا ما يكون التشاؤمُ الفلسفيّ مرتبطًاً بالفنون والأدب. فقد كانت فلسفة (شوبنهاور) تحظى بشعبيّة كبيرة في وسط الملحّنين أمثال (فاغنر) (Richard Wagner) و (برامز) (Johannes Brahms)و (مالر) (Gustav Mahler). [10] وقد كتب العديد من المتشائمين الفلسفيين أيضًا الروايات أو الشعر مثل (كامو) و (لوباردي). إنّ الشكل الأدبيّ المميّز الذي ارتبط بالتشاؤم هو شكل الكتابة الحكيمة، ويمكن ملاحظة ذلك في (ليوباردي) و (نيتشه) و (سيوران). وهناك العديد من الكتّاب الذين يمكن القول أنّهم استخدموا كتاباتهم للتعبير عن نظرتهم التشاؤميّة أو للتعبير عن تأثّرهم بالفلاسفة المتشائمين ومنهم (ميغيل دي سيرفانتس)، (اللورد بايرون)، (تشارلز بودلير)، (جوتفريد بن)، (صادق هدايت)، (فيودور دوستويفسكي)، (جوزيف كونراد)، (تشارلز بوكوفسكي)، (توماس مان)، (لويس فرديناند سيلين)، (ميهاي إمينيسكو)، (فريدريش دورنمات)، (كورماك مكارثي)، (صموئيل بيكيت)، (دينو بوتزاتي)، (خورخي لويس بورخيس)، (هوارد فيليبس لافكرافت)، (ميشيل هويلكبيك)، (توماس ليجوتي)، (توماس بيرنارد)، (كاميلو بيسانها).

## مؤيدون بارزون

### اليونانيون القدماء
في كتاب (الفلسفة في العصر المأساوي لليونانيين) (Philosophy in the Tragic Age of the Greeks)، جادل (فريدريك نيتشه) بأنّ الفلاسفة ما قبل سقراط مثل (أناكزيماندر) (Anaximander)، و (هرقليطس) (Heraclitus) المسمى بـ «الفيلسوف البكّاء» و (بارمينيدس) (Parmenides) مثّلوا شكلاً كلاسيكياً للتشاؤم. رأى نيتشه فلسفة أناكزيماندر «إعلان مبهم لمتشائم حقيقي». وكتب بشكل مشابه لفلسفة هيرقليطس عن التقلبات والصراع:
نفى هيرقليطس ازدواجيةَ العوالم المتنوعة تمامًا - وهو موقفٌ اضطر (أناكساندر) لتبنّيه. فلم يعد يميّز العالم المادي من العالم الميتافيزيقي، وهو عالَمٌ غير قابل للتعريف من الصفات المحددة من «غير محدد». وبعد هذه الخطوة الأولى، لا يمكن لأي شيء أن يعيقه عن نفيٍ آخرَ أكثر جرأة: فقد أنكرَ الوجودَ كلّياً في هذا العالم الوحيد الذي احتفظ به [...] فلا يوجد أيّ مكان يظهر القابلية للبقاء وانعدام القابلية للتدمير ويشكّل حصناً في وجه التيار.
```
أعلنَ 
هيرقليطس
: «لا أرى أيَّ شيء آخرّ غير أن أكون، أكون غير مغشوش، إنّه خطأك بسبب قصر نظرك، وليس جوهر الأشياء، إن كنت تعتقد أنّك ترى الأرض في مكان ما في محيطٍ من الوجود والعدم. أنت تستخدم أسماء لأشياء كما لو كانت مؤكّدة ومحققة على نحوٍ دائم، ومع ذلك، فحتى التيّار الذي تجري إليه للمرة الثانية ليس هو الذي دخلت إليه من قبل.» ولادة المأساة (The Birth of Tragedy). 5، ص. 51-52
```

أعرب يونانيٌّ آخر عن شكلٍ من أشكالِ التشاؤم في فلسفته: الفيلسوف (القرمزي) (Cyrenaic) القديم (هيغيسياس) (290 قبل الميلاد). فكما فعل المتشائمون في وقت لاحق، ناقش (هيغيسياس) فكرةَ أنّه من المستحيل تحقيق السعادة الدائمة وأنّ كلّ ما يمكننا القيام به هو محاولة لتجنّب الألمِ قدرَ الإمكان.
قال (هيغيسياس) أنّ جميعَ الأشياءِ والأحداثِ والأفعالِ الخارجية لا تبالي بالرجل الحكيم، حتى الموت: «فالشخص الغبي يعتبر الحياة منفعة له، وبالمقابل فالشخص الحكيم هو لا يبالي أبداً بالموضوع». وفقا لـ (سيسيرو)، كتب (هيغيسياس) كتابا بعنوان (الموت جوعاً) (Death By Starvation)، والذي من المفترض أنّه أقنع الكثير من الناس أنّ الموتَ أكثر رغبة من الحياة. وبسبب هذا الكتاب وتأثيره على الناس مَنَع (بطلميوس الثاني فيلادلفوس) (هيغسياس) من التدريس في الإسكندرية.
ابتداء من القرن الثالثِ قبلَ الميلاد، بدأ تقديم الفلسفة الرواقية ((Stoicismعلى أنّها كممارسة «تعذيب الشرور» - التركيز على أسوأ النتائج الممكنة.

### بالتاسار جراسيان
كان (بالتاسار جراثيان) Baltasar Gracián)) (1601-1658) المؤلّف المفضّل لدى (شوبنهاور)، وكانت رواية (جراثيان) المسمّاة (النقّاد) أو (El Criticón) باللغة الإسبانية هي كتابه المفضل.[بحاجة لمصدر] تأثر شوبنهاور بالنظرة التشاؤمية لجراثيان، وقام بترجمة كتابيه (Gracián's The Pocket Oracle) و (Art of Prudence) إلى الألمانية. وأثنى على (غراسيان) لأسلوبِه المعتاد في الكتابة أسلوب (conceptism) (اللوذعانية) وكثيراً ما اقتبسَ عنه في أعماله. [14] رواية جراثيان (Criticón) (The Critic) هي عبارة عن رواية موسّعة حول البحث البشري عن السعادة والتي تبيّن أنها عقيمة على هذه الأرض. يرسم الناقد صورةً قاتمة وبائسة للحالة الإنسانية. وكان (The Pocket Oracle) عبارة عن كتاب عن الأمثال التي تتحدّث عن كيفيّة العيش في ما رآه كعالمٍ مليءٍ بالخداع والنكران وخيبة الأمل.

### فولتير
صُنّف فولتير على أنه متشائم، بسبب انتقاده لمقال (البابا ألكسندر) المتفائل بعنوان «مقال عن الإنسان»، وتأكيد (ليبنيز) على أنّنا «نعيش في أفضل العوالم الممكنة». رواية (Candide) (تفاؤل) التي كتبها فولتير هي انتقاد موسّع للتفاؤل التوحيدى، وقصيدته (شعر عنْ كارثة لشبونة) هي تشاؤميّة خاصّة حول حالة البشريّة وطبيعة الله. وعلى الرغم من أنه نفسه شخص ربوبي، جادل فولتير ضد وجود إلهٍ شخصيٍّ رحيم من خلال تفسيره لمشكلة الشر.

### جان جاك روسّو
تمّ تقديمُ الموضوعاتِ الرئيسيةِ للتشاؤمِ الفلسفي لأوّلِ مرةٍ من قبلِ (روسو) وكان يطلق عليه «بطريرك التشاؤم». فبالنسبة لـ (روسو)، ليس لدى البشر في «خيرهم الطبيعي» أي إحساس بوعيهم الذاتي في الوقت، وبالتالي فهم أكثر سعادة من البشر الذين أفسدهم المجتمع، ورأى أنّ الحركة خارج حالة الطبيعة (State of nature) كأصل عدم المساواة وانعدام الحرّيّة البشريّة. يتمّ استبدال الصفات النافعة للإنسان في حالته الطبيعية، والحبّ غير المدمّر للذات والرحمة تدريجيّاً من قبلِ حُبّ الذات، فهو يقودها إلى الكبرياء والغيرة من زميله الإنسان، وبسبب هذا، يعيش الإنسان الحديث «دائمًا خارِجَ نفسِه»، معنيًّا بالآخرين والمستقبل والأشياء الخارجيّة. كما يلقي (روسّو) باللوم على كلّيةِ الإنسان «الكمال» واللغة البشرية في تمزيقنا بعيداً عن حالتنا الطبيعيّة من خلالِ السماحِ لنا بتخيّل مستقبلٍ نختلف فيه عمّا نحنُ عليهِ الآن، وبالتالي يَجعلنا نبدو غير مناسبين لأنفسنا.
رأى (روسّو) تطوّر المجتمع الحديث كبديل للمساواة الطبيعية عن طريق الاغتراب والتمييز الطبقي الذي تفرضه مؤسسات السلطة. وهكذا يفتح العقد الاجتماعي بعبارة مشهورة «يولد الإنسان حرًا، وفي كل مكان هو مُقيّد». حتّى الطبقات الحاكمة ليست حرّة، في الواقع بالنسبة لروسو، فهم «عبيد أكبر» لأنهم يحتاجون إلى المزيد من التقدير من الآخرين ليحكموا، وبالتالي يجب أن يعيشوا باستمرار «خارج أنفسهم».